# Play (filme)
Play é um filme de drama chileno de 2005 dirigido e escrito por Alicia Scherson. Foi selecionado como representante do Chile à edição do Oscar 2006, organizada pela Academia de Artes e Ciências Cinematográficas.

## Elenco
- Viviana Herrera
- Andres Ulloa
- Aline Küppenheim